# سید حسن نقیب‌زاده
سید حسن نقیب‌زاده (زاده ۱۳۲۹ - درگذشت در روز ۱۰ آذر ۱۳۹۳) مرشد ایرانی بود. او در سبزوار چشم به جهان گشود. مرشدی را از سال ۱۳۴۸ نزد استادانی همچون عباسعلی نجفی، سید احمد جاجرمی تنها، خسرو جلالی، سید مهدی ببر حسینی و حسین ترشیزیان فرا گرفت. نقیب‌زاده سال‌های سال با صدا و سیما همکاری داشت و در دهه ۱۳۶۰ با فدراسیون پهلوانی و زورخانه‌ای همکاری داشته و در زمینه رتبه‌بندی مرشدان، داوری و تدوین قوانین و مقررات فعالیت‌های ثمربخشی داشته‌است که می‌توان ریاست هیئت پهلوانی و زورخانه‌ای شهرستان سبزوار و عضویت در کمیته فنی انجمن مرشدان فدراسیون پهلوانی و زورخانه‌ای ایران را از جمله آخرین مسوولیت‌های وی برای خدمت به توسعه این رشته دانست.